# Alpine A110
Alpine A110 även Renault Alpine, fransk sportbil från Alpine.
Alpine A110 blev känt för sina stora framgångar i rally. Alpine A110 vann bland annat  Monte Carlo-rallyt med Ove Andersson bakom ratten 1971. Bilen tillverkades av Alpine med motor från Renault.